# تولید قهوه در کنیا

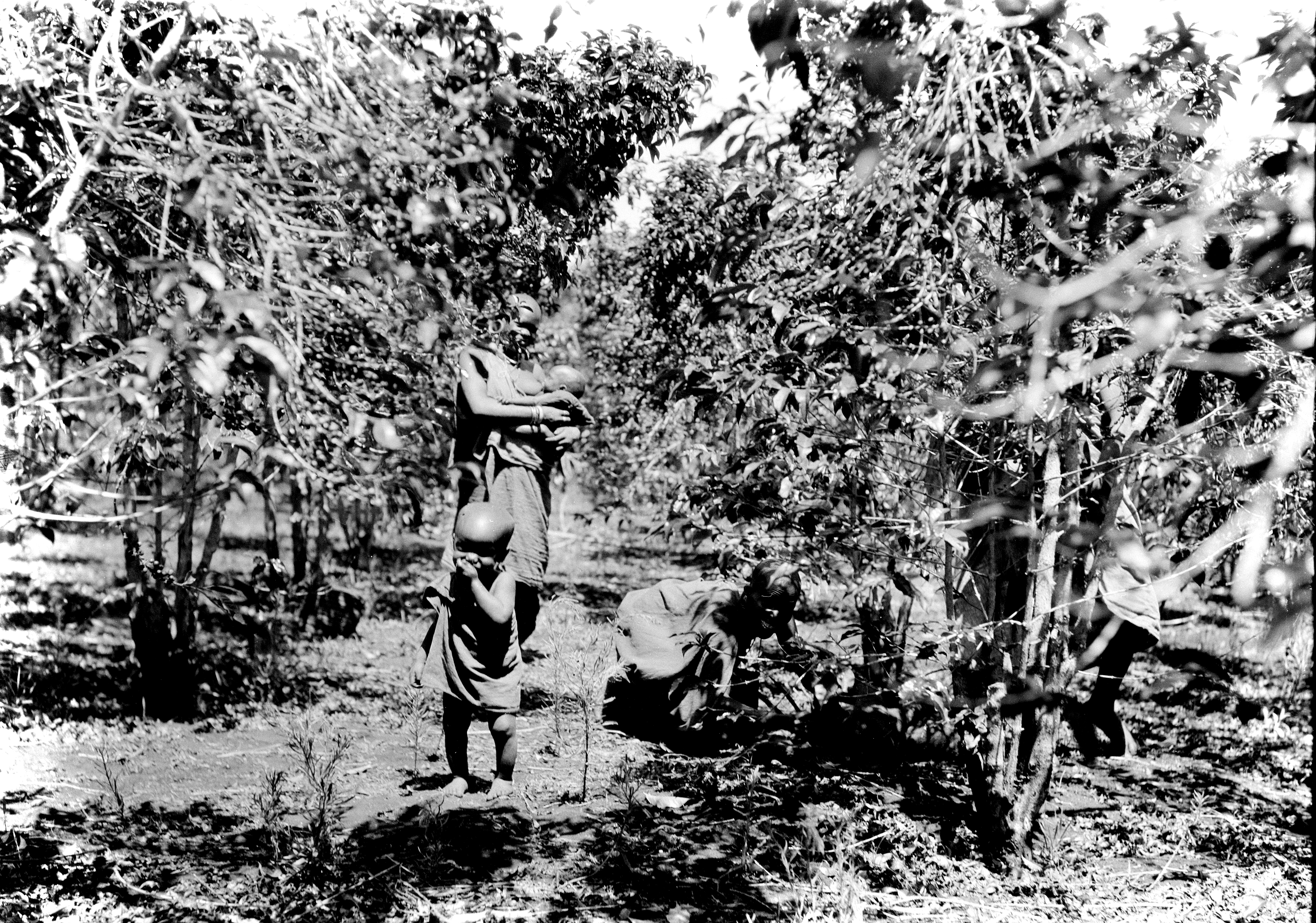
مزرعه قهوه در کنیا در سال ۱۹۳۶

صنعت تولید قهوه در کنیا به خاطر سیستم مشارکتی تولید، فرآوری، آسیاب، بازاریابی و فروش قهوه معروف است. حدود ۷۰ درصد از تولید قهوه در کنیا توسط عهده داران مزارع کوچک تولید می‌شود. در سال ۲۰۱۲ برآورد گردید که حدود ۱۵۰٬۰۰۰ کشاورز قهوه در کنیا وجود دارد و برآورد دیگری که انجام گردید حاکی از آن بود که شش میلیون نفر از مردم کنیا، به‌طور مستقیم یا غیر مستقیم در صنعت قهوه به کار مشغول بودند. نواحی اصلی کشت قهوه در کنیا، فلات‌های مرتفع در اطراف کوه کنیا، رشته کوه ابردیر، کیسی، نیانزا، بونگوما، ناکورو، کریچو و در مقیاس کوچکتر به ترتیب در ماچاکوس و تپه‌های تایتا در استان‌های شرقی و ساحلی است.
به خاطر وجود خاک اسیدی در ارتفاعات مرکزی کنیا، همراه با مقدار مناسب بارندگی و نور خورشید، شرایط بسیار خوبی را برای رشد گیاهان قهوه فراهم کرده است. قهوه کنیا از نوع «کلمبیا ملایم» است و به خاطر طعم قوی، بادی کامل و عطر دلپذیر همراه با طعم کاکائو و کیفیت بالا، معروف است که در دنیا از پرطرفدارترین قهوه‌ها می‌باشد. اگرچه، به خاطر رونق املاک در ناحیه پرورش قهوه و بی‌ثباتی قیمت محصول، تولید قهوه در منطقه دریاچه‌های بزرگ آفریقا این کشور، از ۱۳۰٬۰۰۰ تن در سال ۱۹۸۷–۱۹۸۸ به ۴۰٬۰۰۰ تن در سال ۲۰۱۱–۲۰۱۲ کاهش یافت.